# Liste des gouverneurs du Maine
Le gouverneur du Maine (en anglais : Governor of Maine) est le chef de la branche exécutive du gouvernement de l'État américain du Maine.

## Histoire
Le 15 mars 1820, le Maine devient le 23e État. Avant cette date, le district du Maine faisait partie de l'État du Massachusetts. La Constitution du Maine de 1820 avait initialement fixé à un an le mandat de gouverneur. Des amendements constitutionnels l'ont porté à deux ans en 1879, puis à quatre ans en 1957. L'amendement de 1957 interdisait également aux gouverneurs de se représenter après avoir effectué deux mandats. La constitution ne prévoit pas la fonction de lieutenant-gouverneur; en cas de vacance du poste de gouverneur, celui-ci est pourvu par le président du Sénat du Maine.
Les bureaux du gouverneur sont situés au Capitole à Augusta.

## Pouvoirs
Le gouverneur est commandant en chef de ses forces militaires. Il a le devoir de faire appliquer les lois de l’État et le pouvoir d’approuver ou d’opposer son veto aux projets de loi adoptés par l’Assemblée législative du Maine, de convoquer l’Assemblée législative à tout moment, et, sauf en cas de destitution, d’accorder des grâces.

## Liste
| No | Nom                         | Parti | Parti                 | Mandat      |
| -- | --------------------------- | ----- | --------------------- | ----------- |
| 1  | William King                |       | Républicain-démocrate | 1820–1821   |
| 2  | William D. Williamson       |       | Républicain-démocrate | 1821–1821   |
| 3  | Benjamin Ames               |       | Républicain-démocrate | 1821–1822   |
| 4  | Daniel Rose                 |       | Républicain-démocrate | 1822–1822   |
| 5  | Albion K. Parris            |       | Républicain-démocrate | 1822–1827   |
| 6  | Enoch Lincoln               |       | Républicain-démocrate | 1827–1829   |
| 7  | Nathan Cutler               |       | Démocrate             | 1829–1830   |
| 8  | Joshua Hall                 |       | Démocrate             | 1830–1830   |
| 9  | Jonathan Hunton             |       | National-Républicain  | 1830–1831   |
| 10 | Samuel E. Smith             |       | Démocrate             | 1831–1834   |
| 11 | Robert Dunlap               |       | Démocrate             | 1834–1838   |
| 12 | Edward Kent                 |       | Whig                  | 1838–1839   |
| 13 | John Fairfield              |       | Démocrate             | 1839–1841   |
| 14 | Richard H. Vose             |       | Whig                  | 1841–1841   |
| 15 | Edward Kent                 |       | Whig                  | 1841–1842   |
| 16 | John Fairfield              |       | Démocrate             | 1842–1843   |
| 17 | Edward Kavanaugh            |       | Démocrate             | 1843–1844   |
| 18 | David Dunn                  |       | Démocrate             | 1844–1844   |
| 19 | John W. Dana                |       | Démocrate             | 1844–1844   |
| 20 | Hugh J. Anderson            |       | Démocrate             | 1844–1847   |
| 21 | John W. Dana                |       | Démocrate             | 1847–1850   |
| 22 | John Hubbard                |       | Démocrate             | 1850–1853   |
| 23 | William G. Crosby           |       | Whig                  | 1853–1855   |
| 24 | Anson P. Morrill            |       | Républicain           | 1855–1856   |
| 25 | Samuel Wells                |       | Démocrate             | 1856–1857   |
| 26 | Hannibal Hamlin             |       | Républicain           | 1857–1857   |
| 27 | Joseph H. Williams          |       | Républicain           | 1857–1858   |
| 28 | Lot M. Morrill              |       | Républicain           | 1858–1861   |
| 29 | Israel Washburn, Jr.        |       | Républicain           | 1861–1863   |
| 30 | Abner Coburn                |       | Républicain           | 1863–1864   |
| 31 | Samuel Cony                 |       | Républicain           | 1864–1867   |
| 32 | Joshua Lawrence Chamberlain |       | Républicain           | 1867–1871   |
| 33 | Sidney Perham               |       | Républicain           | 1871–1874   |
| 34 | Nelson Dingley Jr.          |       | Républicain           | 1874–1876   |
| 35 | Seldon Connor               |       | Républicain           | 1876–1879   |
| 36 | Alonzo Garcelon             |       | Démocrate             | 1879–1880   |
| 37 | Daniel F. Davis             |       | Républicain           | 1880–1881   |
| 38 | Harris M. Plaisted          |       | Démocrate             | 1881–1883   |
| 39 | Frederick Robie             |       | Républicain           | 1883–1887   |
| 40 | Joseph R. Bodwell           |       | Républicain           | 1887–1887   |
| 41 | S. S. Marble                |       | Républicain           | 1887–1889   |
| 42 | Edwin C. Burleigh           |       | Républicain           | 1889–1893   |
| 42 | Henry B. Cleaves            |       | Républicain           | 1893–1897   |
| 44 | Llewellyn Powers            |       | Républicain           | 1897–1901   |
| 45 | John Fremont Hill           |       | Républicain           | 1901–1905   |
| 46 | William T. Cobb             |       | Républicain           | 1905–1909   |
| 47 | Bert M. Fernald             |       | Républicain           | 1909–1911   |
| 48 | Frederick W. Plaisted       |       | Démocrate             | 1911–1913   |
| 49 | William T. Haines           |       | Républicain           | 1913–1915   |
| 50 | Oakley C. Curtis            |       | Démocrate             | 1915–1917   |
| 51 | Carl E. Milliken            |       | Républicain           | 1917–1921   |
| 52 | Frederic H. Parkhurst       |       | Républicain           | 1921–1921   |
| 53 | Percival P. Baxter          |       | Républicain           | 1921–1925   |
| 54 | Ralph Owen Brewster         |       | Républicain           | 1925–1929   |
| 55 | William Tudor Gardiner      |       | Républicain           | 1929–1933   |
| 56 | Louis J. Brann              |       | Démocrate             | 1933–1937   |
| 57 | Lewis O. Barrows            |       | Républicain           | 1937–1941   |
| 58 | Sumner Sewall               |       | Républicain           | 1941–1945   |
| 59 | Horace A. Hildreth          |       | Républicain           | 1945–1949   |
| 60 | Frederick G. Payne          |       | Républicain           | 1949–1952   |
| 61 | Burton M. Cross             |       | Républicain           | 1952–1953   |
| 62 | Nathaniel M. Haskell        |       | Républicain           | 1953–1953   |
| 63 | Burton M. Cross             |       | Républicain           | 1953–1955   |
| 64 | Edmund Muskie               |       | Démocrate             | 1955–1959   |
| 65 | Robert Haskell              |       | Républicain           | 1959–1959   |
| 66 | Clinton Clauson             |       | Démocrate             | 1959–1959   |
| 67 | John H. Reed                |       | Républicain           | 1959–1967   |
| 68 | Kenneth M. Curtis           |       | Démocrate             | 1967–1975   |
| 69 | James B. Longley            |       | Indépendant           | 1975–1979   |
| 70 | Joseph E. Brennan           |       | Démocrate             | 1979–1987   |
| 71 | John McKernan               |       | Républicain           | 1987–1995   |
| 72 | Angus King                  |       | Indépendant           | 1995–2003   |
| 73 | John Baldacci               |       | Démocrate             | 2003—2011   |
| 74 | Paul LePage                 |       | Républicain           | 2011—2019   |
| 75 | Janet Mills                 |       | Démocrate             | Depuis 2019 |